# 光叶绞股蓝
光叶绞股蓝（学名：Gynostemma laxum）为葫芦科绞股蓝属下的一个种。

## 扩展阅读
- 維基物種上的相關：光叶绞股蓝